# Érico V da Dinamarca
Érico V (c. 1249 — 22 de novembro de 1286) foi o Rei da Dinamarca de 1259 até seu assassinato. Até 1264 sua mãe Margarida Sambiria governou como regente durante sua minoridade.